# Monona (Iowa)
Monona – miasto w Stanach Zjednoczonych, w stanie Iowa, w hrabstwie Clayton. W 2000 liczyło 1550 mieszkańców.